# Amt Gartz (Oder)
Amt Gartz (Oder) – niemiecki urząd leżący w kraju związkowym Brandenburgia, w powiecie Uckermark. Siedziba urzędu znajduje się w mieście Gartz (Oder). 
W skład urzędu wchodzi pięć gmin:
1. Casekow
2. Gartz (Oder)
3. Hohenselchow-Groß Pinnow
4. Mescherin
5. Tantow